# نیازمندی به روادید برای شهروندان ایران

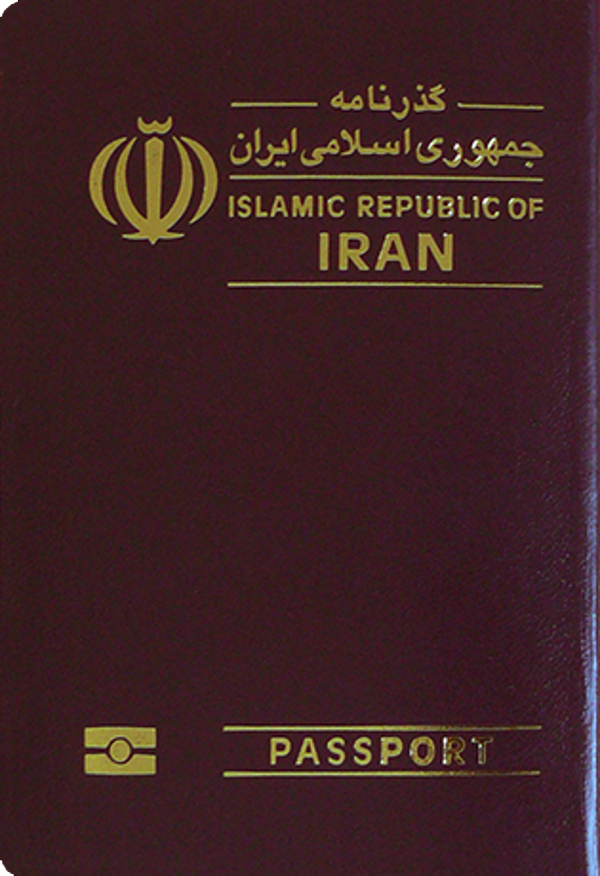
یک گذرنامهٔ ایرانی.

نیازمندی به روادید برای شهروندان ایران به محدودیت اداری اعمال‌شده برای ورود شهروندان ایران به دیگر کشورها گفته می‌شود. در سال ۲۰۲۴ میلادی، دارندگان گذرنامهٔ ایرانی می‌توانستند از ۴۷ کشور بدون روادید یا با دریافت روادید در بدو ورود بازدید کنند. گذرنامهٔ ایرانی از این نظر، در رتبهٔ ۹۲ فهرست هنلی قرار دارشت.

## نقشهٔ نیازمندی‌ها به روادید

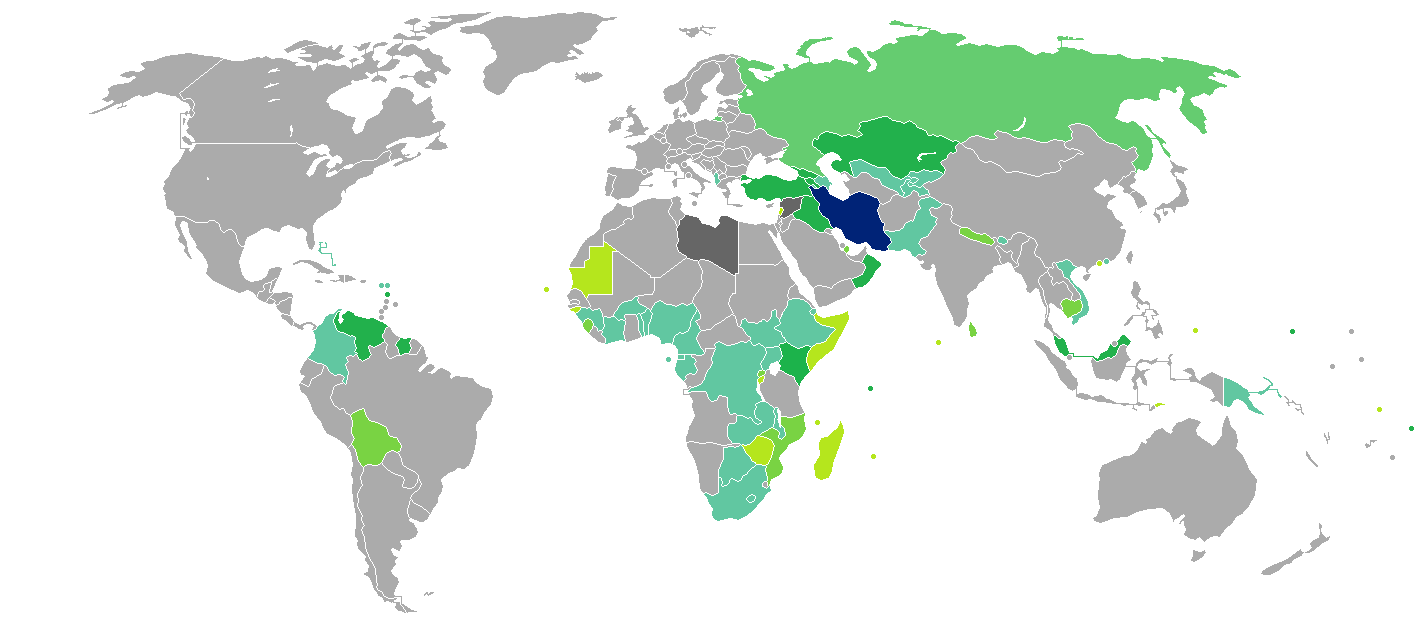
نیاز به روادید برای شهروندان ایران
ورود ممنوع

## نیازمندی‌های روادید
| کشور                   | نیازمندی روادید                                                                               | مدت اقامت مجاز  | توضیحات (به‌استثنای هزینه‌های خروج) |
| ---------------------- | --------------------------------------------------------------------------------------------- | --------------- | --- |
| افغانستان              | بدون روادید                                                                                   |                 | |
| آلبانی                 | نیازمند روادید                                                                                |                 | - نیازمند روادید؛ به استثنای کسانی که مجوز چندبار ورود معتبر صادرشده توسط ایالات متحده آمریکا و بریتانیا، یا مجوز ورود معتبر روادیدهای نوع C و D صادرشده توسط کشورهای عضو اتحادیه اروپا را دارند و حداقل یک‌بار پیش از ورود به آلبانی از آن استفاده کرده‌باشند. در این صورت می‌توان حداکثر ۹۰ روز در آلبانی اقامت داشت. |
| الجزایر                | نیازمند روادید                                                                                |                 | |
| آندورا                 | نیازمند روادید                                                                                |                 | - آندورا سیستم روادید ندارد ولی تنها از طریق فرانسه و اسپانیا قابل دسترسی است. - روادید معتبر چندبار ورود صادرشده توسط یکی از اعضای اتحادیه اروپا مورد نیاز است. |
| آنگولا                 | نیازمند روادید                                                                                |                 | |
| آنتیگوآ و باربودا      | روادید الکترونیک                                                                              |                 | - روادید در بدو ورود برای دارندگان کارت اقامت دائم یا روادید معتبر صادرشده از کشورهای ایالات متحده آمریکا، کانادا، بریتانیا یا دارندگان روادید معتبر صادرشده از یکی از کشورهای عضو اتحادیه اروپا؛ برای اقامتی حداکثر ۳۰ روزه. |
| آرژانتین               | نیازمند روادید                                                                                |                 | |
| ارمنستان               | بدون روادید                                                                                   | ۹۰ روز          | |
| استرالیا               | نیازمند روادید                                                                                |                 | - با قابلیت درخواست آنلاین روادید (Online Visitor e600 visa) |
| اتریش                  | نیازمند روادید                                                                                |                 | |
| جمهوری آذربایجان       | بدون روادید                                                                                   | ۳۰ روز          | - دارندگان روادید الکترونیک از هر نقطهٔ مرزی می‌توانند وارد جمهوری آذربایجان شوند - روادید در بدو ورود در همهٔ فرودگاه‌های بین‌المللی این کشور صادر می‌شود. |
| باهاما                 | نیازمند روادید                                                                                |                 | - ۹۰ روز برای دارندگان روادید بریتانیا/ایالات متحدهٔ آمریکا |
| بحرین                  | نیازمند روادید                                                                                |                 | |
| بنگلادش                | نیازمند روادید                                                                                |                 | |
| باربادوس               | نیازمند روادید                                                                                |                 | |
| بلاروس                 | نیازمند روادید                                                                                |                 | |
| بلژیک                  | نیازمند روادید                                                                                |                 | |
| بلیز                   | نیازمند روادید                                                                                |                 | - V۹۰ روز برای دارندگان روادید شنگن. روادید در بدو ورود برای دارندگان روادید چندبار ورود ایالات متحدهٔ آمریکا. |
| بنین                   | روادید الکترونیک / روادید در بدو ورود                                                         | ۳۰ روز / ۸ روز  | - گواهی واکسیناسیون بین‌المللی مورد نیاز است. |
| بوتان (کشور)           | نیازمند روادید                                                                                |                 | |
| بولیوی                 | بدون روادید                                                                                   | ۳۰ روز          | - ۳۰ روز در فرودگاه‌های کوچابامبا، لاپاز و سانتا کروس د لا سیرا |
| بوسنی و هرزگوین        | نیازمند روادید                                                                                |                 | - ۳۰ روز برای دارندگان روادید چندبار ورود یکی از کشورهای اتحادیهٔ اروپا |
| بوتسوانا               | نیازمند روادید                                                                                |                 | |
| برزیل                  | نیازمند روادید                                                                                |                 | |
| برونئی                 | نیازمند روادید                                                                                |                 | |
| بلغارستان              | نیازمند روادید                                                                                |                 | - ۹۰ روز در بازه‌ای ۶ ماهه برای دارندگان روادید شنگن |
| بورکینافاسو            | نیازمند روادید                                                                                |                 | |
| بوروندی                | نیازمند روادید                                                                                |                 | |
| کامبوج                 | روادید الکترونیک / روادید در بدو ورود                                                         | ۳۰ روز          | - با قابلیت درخواست آنلاین. |
| کامرون                 | نیازمند روادید                                                                                |                 | |
| کانادا                 | نیازمند روادید                                                                                |                 | |
| کیپ ورد                | روادید در بدو ورود                                                                            |                 | |
| جمهوری آفریقای مرکزی   | نیازمند روادید                                                                                |                 | |
| چاد                    | نیازمند روادید                                                                                |                 | |
| شیلی                   | نیازمند روادید                                                                                |                 | |
| چین                    | نیازمند روادید                                                                                |                 | - اگر روادید در خارج از ایران یا چین صادر شود، اجازهٔ کار/اقامت مورد نیاز است. |
| کلمبیا                 | نیازمند روادید                                                                                |                 | - با قابلیت درخواست آنلاین |
| کومور                  | روادید در بدو ورود                                                                            |                 | |
| جمهوری کنگو            | نیازمند روادید                                                                                |                 | |
| جمهوری دموکراتیک کنگو  | نیازمند روادید                                                                                |                 | |
| کاستاریکا              | نیازمند روادید                                                                                |                 | - ۳۰ روز برای برای دارندگان روادید چندبار ورود ایالات متحدهٔ آمریکا/کانادا |
| ساحل عاج               | روادید الکترونیک                                                                              |                 | - نقطهٔ ورود حتماً باید از فرودگاه پورت بوئت باشد |
| کرواسی                 | نیازمند روادید                                                                                |                 | - نیازمند روادید؛ به استثنای کسانی که روادید چندبار ورود معتبر صادرشده توسط یکی از اعضای شینگن را داشته‌باشند. |
| کوبا                   | نیازمند روادید                                                                                |                 | |
| قبرس                   | نیازمند روادید                                                                                |                 | - نیازمند روادید؛ به استثنای کسانی که روادید چندبار ورود معتبر صادرشده توسط یکی از اعضای شینگن را داشته‌باشند. |
| جمهوری چک              | نیازمند روادید                                                                                |                 | |
| دانمارک                | نیازمند روادید                                                                                |                 | |
| جیبوتی                 | روادید الکترونیک                                                                              | ۳۱ روز          | |
| دومینیکا               | بدون روادید                                                                                   | ۲۱ روز          | |
| جمهوری دومینیکن        | نیازمند روادید                                                                                |                 | - ۹۰ روز برای دارندگان روادید ایالات متحدهٔ آمریکا/کانادا/اتحادیهٔ اروپا |
| اکوادور                | بدون روادید                                                                                   | ۹۰ روز          | |
| مصر                    | نیازمند روادید                                                                                |                 | - روادیدها توسط ادارهٔ امنیت مصر باید تأیید شوند. |
| السالوادور             | نیازمند روادید                                                                                |                 | |
| گینه استوایی           | نیازمند روادید                                                                                |                 | |
| اریتره                 | نیازمند روادید                                                                                |                 | |
| استونی                 | نیازمند روادید                                                                                |                 | |
| اتیوپی                 | روادید الکترونیک                                                                              |                 | - دارندگان روادید الکترونیک حتماً باید از فرودگاه بین‌المللی بوول وارد شوند. |
| فیجی                   | نیازمند روادید                                                                                |                 | |
| فنلاند                 | نیازمند روادید                                                                                |                 | |
| فرانسه                 | نیازمند روادید                                                                                |                 | |
| گابن                   | روادید الکترونیک                                                                              |                 | - دارندگان روادید الکترونیک حتماً باید از فرودگاه بین‌المللی لیبرویله وارد شوند. |
| گامبیا                 | نیازمند روادید                                                                                |                 | |
| گرجستان                | بدون روادید                                                                                   | ۴۵ روز          | * همراه داشتن رزرو هتل,بلیط برگشت,بیمه مسافرتی و مبلغ کافی به دلار برای اقامت الزامی است |
| آلمان                  | نیازمند روادید                                                                                |                 | |
| غنا                    | نیازمند روادید                                                                                |                 | |
| یونان                  | نیازمند روادید                                                                                |                 | |
| گرنادا                 | نیازمند روادید                                                                                |                 | |
| گواتمالا               | نیازمند روادید                                                                                |                 | |
| گینه                   | نیازمند روادید                                                                                |                 | |
| گینه بیسائو            | روادید در بدو ورود                                                                            | ۹۰ روز          | |
| گویان                  | بدون روادید                                                                                   |                 | - ۳۰ روز برای دارندگان نامهٔ دعوت از میزبان/حامی مالی |
| هائیتی                 | بدون روادید                                                                                   | ۹۰ روز          | |
| هندوراس                | نیازمند روادید                                                                                |                 | |
| مجارستان               | نیازمند روادید                                                                                |                 | |
| ایسلند                 | نیازمند روادید                                                                                |                 | |
| هند                    | روادید الکترونیک                                                                              |                 | - دارندگان روادید الکترونیک باید از ۲۵ فرودگاه تعیین‌شده یا ۳ فرودگاه آب‌نشین تعیین‌شده. وارد این کشور شوند. - روادید الکترونیک گردشگری فقط ۲ بار در هر سال می‌تواند اخذ شود. |
| اندونزی                | نیازمند روادید                                                                                |                 | |
| عراق                   | بدون روادید                                                                                   | ۶۰ روز          | - روادید در بدو ورود در فرودگاه‌های اربیل و سلیمانیه برای مدت ۱۵ روز (کردستان عراق) و همینطور شهروندان ایران میتوانند با مرجعه به کنسولگری های عراق در ایران بدون پرداخت هزینه از روادید رایگان استفاده کنند |
| جمهوری ایرلند          | نیازمند روادید                                                                                |                 | |
| اسرائیل                | ورود ممنوع                                                                                    |                 | - پیش از صدور روادید تأییدیه از دولت اسرائیل لازم است.(قبل از به وجود آمدن مشکل روادید بین دو کشور) |
| ایتالیا                | نیازمند روادید                                                                                |                 | |
| جامائیکا               | نیازمند روادید                                                                                |                 | |
| ژاپن                   | نیازمند روادید                                                                                |                 | |
| اردن                   | نیازمند روادید                                                                                |                 | - دارندگان گذرنامهٔ عادی باید پیش از رسیدن به اردن تأییدیه امنیتی از دولت اردن دریافت کنند |
| قزاقستان               | بدون روادید                                                                                   |                 | ۱۴ روز * همچنین بدون روادید برای گروه‌های ۵ تا ۵۰ نفره. |
| کنیا                   | روادید الکترونیک / روادید در بدو ورود                                                         | ۳ ماه           | - با قابلیت درخواست آنلاین. |
| کیریباتی               | نیازمند روادید                                                                                |                 | |
| کره جنوبی              | نیازمند روادید                                                                                |                 | |
| کویت                   | نیازمند روادید                                                                                |                 | |
| قرقیزستان              | روادید الکترونیک                                                                              |                 | - توافق دوجانبهٔ لغو روادید در مه ۲۰۱۷ به امضا طرفین رسید. |
| لائوس                  | روادید در بدو ورود                                                                            | ۳۰ روز          | |
| لتونی                  | نیازمند روادید                                                                                |                 | |
| لبنان                  | روادید در بدو ورود                                                                            | ۳۹ روز          | - قابل تمدید به ۲ ماه - به‌صورت رایگان در فرودگاه بین‌المللی رفیق حریری بیروت یا دیگر نقاط ورودی صادر می‌شود (شرایط: بدون مهر/روادید اسرائیلی، ارائهٔ یک شمارهٔ تلفن، نشانی در لبنان، بلیط بازگشت). |
| لسوتو                  | روادید الکترونیک                                                                              |                 | |
| لیبریا                 | نیازمند روادید                                                                                |                 | |
| لیبی                   | ورود ممنوع                                                                                    |                 | |
| لیختن‌اشتاین            | نیازمند روادید                                                                                |                 | |
| لیتوانی                | نیازمند روادید                                                                                |                 | |
| لوکزامبورگ             | نیازمند روادید                                                                                |                 | |
| مقدونیه شمالی          | نیازمند روادید                                                                                |                 | - نیازمند روادید؛ به استثنای کسانی که روادید چندبار ورود معتبر صادرشده توسط یکی از اعضای شینگن را داشته‌باشند. |
| ماداگاسکار             | روادید در بدو ورود                                                                            | ۹۰ روز          | |
| مالاوی                 | نیازمند روادید                                                                                |                 | |
| مالزی                  | بدون روادید                                                                                   | ۱۴ روز          | |
| مالدیو                 | بدون روادید                                                                                   | ۳۰ روز          | |
| مالی                   | نیازمند روادید                                                                                |                 | |
| مالت                   | نیازمند روادید                                                                                |                 | |
| جزایر مارشال           | نیازمند روادید                                                                                |                 | |
| موریتانی               | روادید در بدو ورود                                                                            |                 | - قابل دریافت در فرودگاه بین‌المللی نواکشوط-ام‌التونسی |
| موریس                  | نیازمند روادید                                                                                |                 | |
| مکزیک                  | نیازمند روادید                                                                                |                 | - نیازمند روادید؛ به‌استثنای دارندگان روادید معتبر صادرشده توسط کشورهای کانادا، ژاپن، ایالات متحده آمریکا، بریتانیا یا یک کشور عضو اتحادیه اروپا برای اقامت حداکثر ۱۸۰ روزه. |
| ایالات فدرال میکرونزی  | بدون روادید                                                                                   | ۳۰ روز          | |
| مولداوی                | نیازمند روادید                                                                                |                 | |
| موناکو                 | نیازمند روادید                                                                                |                 | |
| مغولستان               | نیازمند روادید                                                                                |                 | |
| مونته‌نگرو              | نیازمند روادید                                                                                |                 | - نیازمند ویزا؛ به‌استثنای دارندگان روادید معتبر صادرشده توسط کشورهای جزیره ایرلند، ایالات متحده آمریکا، بریتانیا یا یک کشور عضو اتحادیه اروپا برای اقامت حداکثر ۳۰ روزه. |
| مراکش                  | نیازمند روادید                                                                                |                 | |
| موزامبیک               | روادید در بدو ورود                                                                            | ۳۰ روز          | |
| میانمار                | نیازمند روادید                                                                                |                 | |
| نامیبیا                | نیازمند روادید                                                                                |                 | |
| نائورو                 | نیازمند روادید                                                                                |                 | |
| نپال                   | روادید در بدو ورود                                                                            | ۹۰ روز          | |
| هلند                   | نیازمند روادید                                                                                |                 | |
| نیوزیلند               | نیازمند روادید                                                                                |                 | - با قابلیت درخواست روادید آنلاین. |
| نیکاراگوئه             | بدون روادید                                                                                   |                 | |
| نیجر                   | نیازمند روادید                                                                                |                 | |
| نیجریه                 | روادید الکترونیک                                                                              |                 | |
| کره شمالی              | نیازمند روادید                                                                                |                 | |
| نروژ                   | نیازمند روادید                                                                                |                 | |
| عمان                   | روادید الکترونیک / روادید در بدو ورود                                                         | ۳۰ روز          | - شهروندان ایرانی دارای گذرنامهٔ عادی که به‌عنوان گردشگر به عمان سفر می‌کنند، می‌توانند روادید یک‌بار ورود ۱ ماهه را در بدو ورود دریافت کنند. - مدارک لازم: بلیط رفت و برگشت، واچر هتل یا آدرس اقامت در نزد بستگان و دوستان در عمان |
| پاکستان                | بدون روادید                                                                                   |                 | - روادید در بدو ورود برای روادیدهای تجاری که برای ۳۰ روز معتبر است. |
| پالائو                 | بدون روادید                                                                                   | ۳۰ روز          | |
| پاناما                 | نیازمند روادید                                                                                |                 | - ۳۰ روز برای دارندگان روادید یکی از کشورهای استرالیا/کانادا/ایالات متحدهٔ آمریکا/بریتانیا |
| پاپوآ گینه نو          | نیازمند روادید                                                                                |                 | |
| پاراگوئه               | نیازمند روادید                                                                                |                 | |
| پرو                    | نیازمند روادید                                                                                |                 | |
| فیلیپین                | نیازمند روادید                                                                                |                 | |
| لهستان                 | نیازمند روادید                                                                                |                 | |
| پرتغال                 | نیازمند روادید                                                                                |                 | |
| قطر                    | روادید الکترونیک                                                                              |                 | - با قابلیت درخواست آنلاین. |
| رومانی                 | نیازمند روادید                                                                                |                 | - نیازمند روادید؛ به استثنای کسانی که روادید چندبار ورود معتبر صادرشده توسط یکی از اعضای شینگن را داشته‌باشند. |
| روسیه                  | بدون روادیدزمان مجاز برای اجرای اسکریپت‌ها منقضی شده است.(مشروط)                               | ۱۵ روز          | - روادید الکترونیک بیش از ۸ روز برای پریمورسکی، کامچاتکا و ساخالین و مناطق خاور دور روسیه برای اهداف گردشگری، تجاری، و فعالیت‌های بشردوستانه امکان‌پذیر است. - ۱۵ روز بدون روادید برای گروه‌های ۵ تا ۵۰ نفره - شهروندان ۱۸ کشور از جمله ایران برای سفر به سرزمین‌های خاور دور کشور روسیه نیاز به روادید ندارند. گردشگران می‌بایست فُرمی را در وبگاه وزارت امور خارجهٔ روسیه پُر کنند. روادید یک‌بارورود الکترونیک پس از ۴ روز صادر خواهد شد و در مرز روسیه قابل دریافت است. این نامه برای مدت ۶۰ روز اعتبار دارد. |
| رواندا                 | روادید الکترونیک / روادید در بدو ورود                                                         | ۳۰ روز          | |
| سنت کیتس و نویس        | روادید الکترونیک                                                                              |                 | |
| سنت لوسیا              | نیازمند روادید                                                                                |                 | |
| سنت وینسنت و گرنادین‌ها | نیازمند روادید                                                                                |                 | |
| ساموآ                  | <span data-sort-value="زمان مجاز برای اجرای اسکریپت‌ها منقضی شده است.">مجوز ورود در بدو ورود   | ۶۰ روز          | |
| سان مارینو             | نیازمند روادید                                                                                |                 | |
| سائوتومه و پرنسیپ      | روادید الکترونیک                                                                              |                 | |
| عربستان سعودی          | نیازمند روادید                                                                                |                 | به استثنا افرادی که مجوز ورود به اتحادیه اروپا را داشته باشند. |
| سنگال                  | نیازمند روادید                                                                                |                 | |
| صربستان                | نیازمند روادید                                                                                | نیازمند روادید. | به گزارش خبرگزاری‌ها، ایرانیان از این به بعد، باید برای ورود به خاک صربستان، روادید دریافت کنند. |
| سیشل                   | <span data-sort-value="زمان مجاز برای اجرای اسکریپت‌ها منقضی شده است.">مجوز بازدید در بدو ورود | ۳ ماه           | |
| سیرالئون               | نیازمند روادید                                                                                |                 | |
| سنگاپور                | نیازمند روادید                                                                                |                 | - درخواست آنلاین |
| اسلواکی                | نیازمند روادید                                                                                |                 | |
| اسلوونی                | نیازمند روادید                                                                                |                 | |
| جزایر سلیمان           | نیازمند روادید                                                                                |                 | |
| سومالی                 | روادید در بدو ورود                                                                            | ۳۰ روز          | - قابل دریافت در فرودگاه بین‌المللی بندر قاسم، فرودگاه گالکایو و فرودگاه بین‌المللی عدن اد. |
| آفریقای جنوبی          | نیازمند روادید                                                                                |                 | |
| سودان جنوبی            | نیازمند روادید                                                                                |                 | |
| اسپانیا                | نیازمند روادید                                                                                |                 | |
| سری‌لانکا               | بدون روادید                                                                                   | ۳۰ روز          | |
| سودان                  | نیازمند روادید                                                                                |                 | |
| سورینام                | بدون روادید                                                                                   |                 | |
| اسواتینی               | نیازمند روادید                                                                                |                 | |
| سوئد                   | نیازمند روادید                                                                                |                 | |
| سوئیس                  | نیازمند روادید                                                                                |                 | |
| سوریه                  | بدون روادید                                                                                   |                 | |
| تاجیکستان              | بدون روادید                                                                                   | ۴۵ روز          | |
| تانزانیا               | بدون روادید                                                                                   | ۳ ماه           | |
| تایلند                 | نیازمند روادید                                                                                |                 | |
| تیمور شرقی             | روادید در بدو ورود                                                                            | ۳۰ روز          | |
| توگو                   | روادید در بدو ورود                                                                            | ۷ روز           | |
| تونگا                  | نیازمند روادید                                                                                |                 | |
| ترینیداد و توباگو      | نیازمند روادید                                                                                |                 | |
| تونس                   | بدون روادید                                                                                   | ۱۵ روز          | |
| ترکیه                  | بدون روادید                                                                                   | ۹۰ روز          | |
| ترکمنستان              | نیازمند روادید                                                                                |                 | |
| تووالو                 | روادید در بدو ورود                                                                            | ۱ ماه           | |
| اوگاندا                | روادید الکترونیک / روادید در بدو ورود                                                         |                 | - درخواست آنلاین. |
| اوکراین                | نیازمند روادید                                                                                |                 | |
| امارات متحده عربی      | نیازمند روادید                                                                                |                 | - بدون روادید ترانزیت در فرودگاه بین‌المللی دوبی؛ حداکثر ترانزیت ۹۶ ساعته |
| بریتانیا               | نیازمند روادید                                                                                |                 | |
| ایالات متحده آمریکا    | نیازمند روادید                                                                                |                 | |
| اروگوئه                | نیازمند روادید                                                                                |                 | - پیش از صدور روادید، مجوز قبلی نیاز است. |
| ازبکستان               | نیازمند روادید                                                                                |                 | |
| وانواتو                | نیازمند روادید                                                                                |                 | |
| واتیکان                | نیازمند روادید                                                                                |                 | |
| ونزوئلا                | بدون روادید                                                                                   | ۱۵ روز          | |
| ویتنام                 | نیازمند روادید                                                                                |                 | - ۳۰ روز در فرودگاه بین‌المللی فو کوئوک. |
| یمن                    | نیازمند روادید                                                                                |                 | |
| زامبیا                 | روادید الکترونیک                                                                              |                 | |
| زیمبابوه               | روادید در بدو ورود                                                                            | ۳ ماه           | |